# Ada Cóncaro
 Ada Cóncaro (Buenos Aires, Argentina, 1934 – ídem, 14 de diciembre de 2010) fue una cocinera y gastrónoma argentina.
Ada estudió química en la Universidad de Buenos Aires y fue profesora de matemáticas en la Patagonia. Regresó a Buenos Aires donde fundó el restorán Tomo I en 1983 que se convirtió en una de las instituciones gastronómicas de referencia en Argentina.
Madre de una hija y dos hijos, dejó en manos de su hijo Federico Fialayre el centro de su cocina.